# Powellia acutifolia
Powellia acutifolia är en bladmossart som beskrevs av Brotherus 1907. Powellia acutifolia ingår i släktet Powellia och familjen Racopilaceae. Inga underarter finns listade i Catalogue of Life.